# Радич (кефалија)
Радич (умро после 1375. године) је био српски кефалија (управник) Конавла у служби Ђурђа I Балшића.

## Биографија
Радич се у изворима први пут јавља 11. априла 1374. године, када је једним писмом обавестио Дубровчане да је примио њихово писмо и да је послао извесног Милена Војихнића да обави неке приватне послове за њега. У то време односни Радича и Дубровчана су очигледно били добри. Следеће године, 31. јула 1375, односи су се погоршали, када је Дубровачка република послала кефалији и Радоњи Куделиновићу из Требиња свог поклисара Џива Длшчића, са намером да се, по Ђурђевој заповести, утврди накнада за штету коју су Конављани и Требињци починили Дубровчанима.